# Jean-Louis Mayne
Pour les articles homonymes, voir Mayne.
Jean-Louis Mayne, pseudonyme de Charles Raikem, né le 31 décembre 1903 à Saint-Josse-ten-Noode en Belgique, est un romancier belge de langue française, auteur de littérature populaire. Il a également employé les pseudonymes Pierre Moralie et André Michel pour publier des récits d'aventures de littérature d'enfance et de jeunesse. 

## Biographie
Il amorce sa carrière littéraire en 1936, en publiant, sous le pseudonyme Pierre Moralie, L'Île engloutie, le premier de quatre roman d'aventures destinés à la collection jeunesse Voyages et Aventures des éditions Ferenczi. 
Après la Seconde Guerre mondiale, il reprend la plume pour donner d'autres récits d'aventures pour la collection Mon roman d'aventures, toujours chez Ferenczi. 
En 1955, il fait paraître, toujours chez Ferenczi, la première aventure de son héros récurrent le plus connu, Lord Palmer, surnommé l'archange. Cet aristocrate et redresseur de torts se transforme en détective dans L'Archange et les Requins (1960), puis en espion dans L'Archange et le Fantôme (1961), deux romans parus dans des collections grand public de la Librairie des Champs-Élysées.

## Œuvre

### Romans

#### SérieLord Palmer
- L'Archange aux ailes brisés, Paris, Ferenczi, « Mon roman d'aventures » no 367, 1955
- L'archange reprend son vol, Paris, Ferenczi, « Mon roman d'aventures » no 374, 1955
- L'archange visite le Campo-Santo, Paris, Ferenczi, « Mon roman d'aventures » no 389, 1956
- L'Archange et les Requins, Paris, Librairie des Champs-Élysées, Le Masque no 703, 1960
- L'Archange et le Fantôme, Paris, Librairie des Champs-Élysées, Le Masque. Espionnage, 1re série no 29, 1961

### Autres romans
- Le Nain de la Sanga, Paris, Ferenczi, « Mon roman d'aventures » no 405, 1956
- Pauvre Johnny, Paris, Ferenczi, « Mon roman d'aventures » no 412, 1956
- L'Arrestation de Monsieur X, Paris, Ferenczi, « Le Verrou » no 145, 1956

### Romans signés Pierre Moralie
- L'Île engloutie, Paris, Ferenczi, « Voyages et Aventures » no 112, 1936
- Le Rayon du néant, Paris, Ferenczi, « Voyages et Aventures » no 151, 1936

### Romans signés André Michel
- Le Secret de Tokita, Paris, Ferenczi, « Le petit roman d'aventures » no 65, 1937
- L'Oiseau du pôle, Paris, Ferenczi, « Voyages et Aventures » no 200, 1937
- Le Dieu vivant, Paris, Ferenczi, « Voyages et Aventures » no 346, 1940
- Le Mystère de la pyramide, Paris, Ferenczi, « Mon roman d'aventures » no 73, 1948
- Le Pôle tragique, Paris, Ferenczi, « Mon roman d'aventures » no 163, 1951

## Sources
- Claude Mesplède (dir.), Dictionnaire des littératures policières, vol. 1 : A - I, Nantes, Joseph K, coll. « Temps noir », 2007, 1054 p. (ISBN 978-2-910-68644-4, OCLC 315873251), p. 306.